# Liu Xiaobo (Taekwondoin)
Liu Xiaobo (chinesisch 刘哮波, Pinyin Liú Xiàobō, * 16. Januar 1984 in Peking) ist ein chinesischer Taekwondoin, der im Schwergewicht startet.
Liu nimmt seit 2006 an internationalen Wettkämpfen teil. Bei den Asienspielen 2006 in Doha konnte er in der Klasse über 84 Kilogramm das Halbfinale erreichen und mit Bronze seine erste Medaille erkämpfen. Im folgenden Jahr bestritt er in seiner Heimatstadt seine erste Weltmeisterschaft. Mit dem Erreichen des Viertelfinals erzielte er ein gutes Ergebnis. Bei der Asienmeisterschaft 2008 in Henan gewann Liu den Titel im Schwergewicht. Er qualifizierte sich für die Olympischen Heimspiele in Peking. In der Klasse über 80 Kilogramm schied er im Viertelfinale gegen Ángel Matos aus und belegte im Endklassement Rang acht.
Erfolgreich verlief für Liu auch das Jahr 2011. Bei der Weltmeisterschaft in Gyeongju zog er in sein insgesamt zweites WM-Viertelfinale ein, wo er gegen Akmal Ergashev ausschied. Ende des Jahres siegte er beim asiatischen Olympiaqualifikationsturnier in Bangkok in der Klasse über 80 Kilogramm im Finale gegen Alischer Gulow und qualifizierte sich für seine zweiten Olympischen Spiele 2012 in London. Dort gewann er die Bronzemedaille, mit einem 3:2-Sieg über Bahri Tanrıkulu.